# لادا ایژوسک
لادا ایژوسک (انگلیسی: Lada Izhevsk) شرکت خودروسازی روسی است، که در سال ۱۹۶۵ تأسیس شد.